# Heinrich Baaken

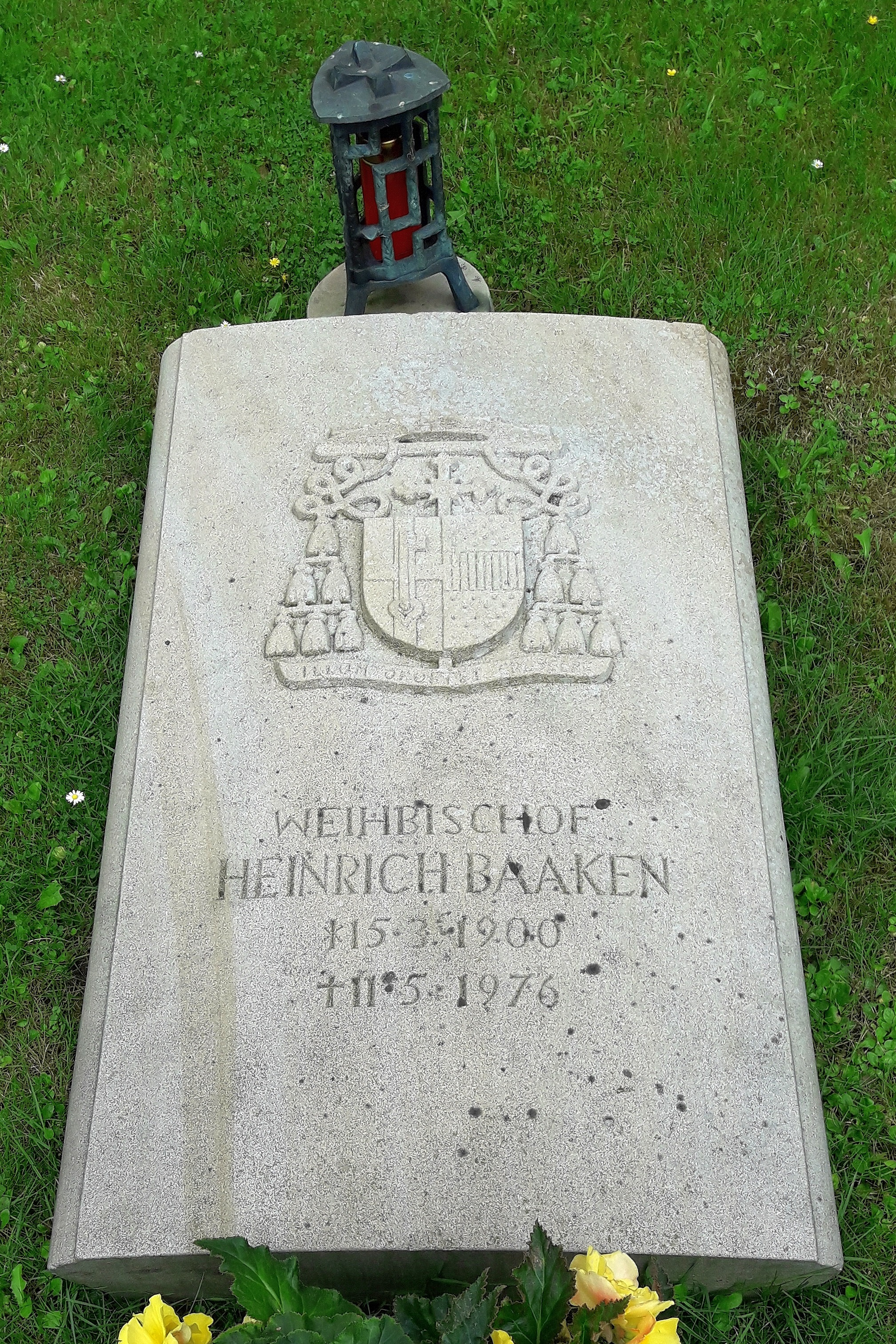
Grab von Weihbischof Heinrich Baaken im Kreuzgang des Domes zu Münster/Westfalen, Deutschland

Heinrich Baaken (* 13. März 1900 in Budberg; † 11. Mai 1976) war ein deutscher Geistlicher und Weihbischof im Bistum Münster.

## Leben
Heinrich Baaken wuchs in einer Bauernfamilie im niederrheinischen Teil des Bistums Münster auf. Er besuchte das Gymnasium Adolfinum in Moers, an dem er 1918 das Abitur ablegte. Anschließend studierte er Philosophie und Theologie in Münster. Am 26. Mai 1923 wurde er von Erzbischof Johannes Poggenburg zum Priester geweiht.
Baaken war Kaplan in Duisburg, das damals noch zum Bistum Münster gehörte, ab 1931 Pfarrrektor der Gemeinde St. Franziskus in Duisburg-Hamborn und ab 1946 Pfarrer von St. Bonifatius in Duisburg. 1948 wurde er zum Stadtdechanten von Duisburg gewählt. Am 26. Januar 1952 ernannte ihn Papst Pius XII. zum Weihbischof in Münster und Titularbischof von Gordus.
Die Bischofsweihe empfing er am 25. März desselben Jahres von Bischof Michael Keller. Als bischöflichen Wahlspruch wählte Heinrich Baaken das Bibelwort „Christus muss wachsen.“ (Joh 3,30 )
Von 1952 bis 1966 leitete Baaken neben seinen Aufgaben als Weihbischof das Schuldezernat der Diözese. Als Konzilsvater nahm er an allen vier Sitzungsperioden des Zweiten Vatikanischen Konzils teil. 1967 wurde er zum Domdechanten in Münster ernannt. Während der Sedisvakanz nach der Wahl von Bischof Joseph Höffner zum Erzbischof von Köln 1969 leitete er das Bistum Münster als Kapitularvikar bis zur Ernennung von Bischof Heinrich Tenhumberg.
Während seiner Amtszeit als Weihbischof konsekrierte er mehr als 100 neugebaute Kirchen.

## Schriften
- Die Kath. Kirchengemeinde St. Franziskus in Duisburg-Hamborn in den Jahren 1931 bis 1946. Eine exemplarische Darstellung über das Verhältnis von Kirche, Bevölkerung und Staat in einer typischen Arbeiterpfarre im Ruhrgebiet. Weihbischof Heinrich Baaken berichtet über seine ersten Priesterjahre. Bearbeitet und herausgegeben von Ludger Horstkötter. Kath. Pfarramt St. Franziskus, Duisburg 1977.